# Teräsbetoni
Teräsbetoni (z fiń. – żelbet) – fiński zespół heavy- i powermetalowy wzorujący się na zespole Manowar, reprezentant Finlandii podczas 53. Konkursu Piosenki Eurowizji w 2008 roku.

## Historia zespołu

### Początki
Zespół powstał w 2002 roku, kiedy to po raz pierwszy spotkali się wokalista i basista Jarkko Ahola oraz gitarzyści Arto Järvinen i Viljo Rantanen. W tym czasie do grupy dołączył także perkusista, który dopiero po kilku tygodniach na stałe zaczął współpracować z muzykami. W 2003 roku zespół zaczął nagrywać swoje pierwsze utwory, zaś latem ukazały się pierwsze trzy – „Teräsbetoni”, „Teräksen varjo” i „Maljanne nostakaa”. Zespół zaczął coraz częściej koncertować i zdobywać coraz szersze grono słuchaczy. W trakcie koncertów grali zarówno swoje autorskie numery, jak i własne wersje piosenek innych wykonawców.

### 2004-05:Metallitotuus
Pod koniec 2004 roku podpisali kontrakt płytowy z wytwórnią Warner Music Finland. W grudniu zaczęli pracę nad nagraniem w studiu swojego debiutanckiego singla „Taivas lyö tulta”, który ukazał się w lutym 2005 roku i zdobył popularność w kraju.
Na początku 2005 roku zespół zaczął pracę nad materiałem na swój debiutancki album zatytułowany Metallitotuus, którego premiera odbyła się w kwietniu tego samego roku. Krążek promowały single „Taivas lyö tulta”, „Vahva kuin metalli” i „Orjatar”, który został wybrany na hymn fińskiej drużyny hokejowej A podczas rozgrywek Karjala Cup. Album osiągnął wynik ponad 33 tys. sprzedanych egzemplarzy i uzyskał status platynowej płyty w kraju.

### 2006-07:Vaadimme metallia
W styczniu 2006 roku ukazał się drugi album studyjny zespołu zatytułowany Vaadimme metallia, który w dniu premiery osiągnął wynik prawie 15 tys. sprzedanych kopii. Płytę promowały single „Viimeinen tuoppi” i „Älä mene metsään”. W sierpniu 2005 roku grupa wystąpiła jako jedna z gwiazd festiwalu Wacken Open Air 2005 organizowanego w Szlezwik-Holsztynie.

### 2008: Konkurs Piosenki Eurowizji
W styczniu 2008 roku zespół został ogłoszony jednym z półfinalistów krajowych eliminacji eurowizyjnych Euroviisut 2008, do których zgłosił się z utworem „Missä miehet ratsastaa”. Pod koniec lutego muzycy wystąpili w trzecim półfinale selekcji i awansowali do finału, w którym uzyskali ostatecznie największe poparcie telewidzów, dzięki czemu zdobyli możliwość reprezentowania Finlandii podczas 53. Konkursu Piosenki Eurowizji organizowanego w Belgradzie.
W marcu ukazała się trzecia płyta studyjna zespołu zatytułowana Myrskyntuoja, na której znalazł się m.in. eurowizyjny singiel „Missä miehet ratsastaa”. 20 maja muzycy wystąpili w pierwszym półfinale widowiska i z ósmego miejsca awansowali do finału, w którym zajęli ostatecznie 22. miejsce z 35 punktami na koncie.

### Od 2010:Maailma tarvitsee sankareita
W 2010 roku ukazał się czwarty album długogrający zespołu zatytułowany Maailma tarvitsee sankareita. W kolejnym roku muzycy zapowiedzieli krótką przerwę w działalności, zaprzeczyli jednak doniesieniom, jakoby zakończyli współpracę. Na początku lipca 2013 roku zagrali specjalny koncert jubileuszowy z okazji dziesięciolecia działalności, który odbył się w Turku, mieście, w którym grali dużo koncertów na początku swojej kariery.

## Dyskografia
Albumy studyjne
| 2005                           | Metallitotuus - Data: 6 kwietnia 2005 - Wydawca: Warner Bros.                    | 2  | - FIN: platynowa płyta |
| 2006                           | Vaadimme metallia - Data: 14 czerwca 2006 - Wydawca: Warner Music Finland        | 2  | - FIN: złota płyta     |
| 2008                           | Myrskyntuoja - Data: 19 marca 2008 - Wydawca: Warner Music Finland               | 1  | - FIN: złota płyta     |
| 2010                           | Maailma tarvitsee sankareita - Data: 24 listopada 2010 - Wydawca: Sakara Records | 14 |                        |
| "—" pozycja nie była notowana. |                                                                                  |    |                        |

Single
| 2005                           | "Taivas lyö tulta"             | 1  | - FIN: złota płyta |
| 2005                           | "Orjatar"                      | 10 |                    |
| 2005                           | "Vahva kuin metalli"           | 19 |                    |
| 2006                           | "Älä mene metsään"             | 3  |                    |
| 2006                           | "Viimeinen tuoppi"             | —  |                    |
| 2008                           | "Missä miehet ratsastaa"       | 2  |                    |
| 2008                           | "Paha sanoo"                   | —  |                    |
| 2010                           | "Maailma tarvitsee sankareita" | —  |                    |
| 2010                           | "Uudestisyntynyt"              | —  |                    |
| 2010                           | "Metalliolut"                  | —  |                    |
| "—" pozycja nie była notowana. |                                |    |                    |

## Nagrody i wyróżnienia
| Rok  | Nagroda          | Kategoria                      | Uwagi   |
| ---- | ---------------- | ------------------------------ | ------- |
| 2006 | Emma-gaala, 2005 | Metalli-albumi (Metallitotuus) | Nagroda |